# Списак градова у Пољској
Република Пољска је урбанизована европска држава са већим бројем великих градова. 1. јануара 2012. године званично је постојало 908 градска насеља у Пољској. Насеље постаје град званично, уредбом на нивоу државе.
Далеко највећи град је главни град Варшава, која је један од 10 највећих градова у Европи. Како Пољска спада међу највеће и најпространије државе у Европи тако у њој постоји и неколико градова (Краков, Лођ, Вроцлав, Познањ) који својом величином и зависним подручјем одговарају главним градовима многих мањих и средње великих европских држава.

## Назив
У пољском језику град се назива мјасто (чеш. miasto, множ. miasta). Појмом „мјасто“ означавају се градови различите величине, тј. не постоји погодан термин за раздвајање термина „град“ и „велеград“. Тако се истим термином означава и главни град Варшава, као једини у држави са преко милион становника, као и градићи са хиљаду становника. Ово значи да је појам града није строго везан за број становника, већ и за друге битне одреднице (градска историја, културни значај, привреда, значај у окружењу и др.).

## Градске самоуправе
Сви градови са више од 100 хиљада становника, као и већина градова са више од 50 хиљада су самосталне самоуправе ("градски окрузи"), док се око њих налазе окрузи са истим називом, који не обухватају дати град, али имају дати град за своје седиште. Поред тога, постоје и „уобичајени“ окрузи са градом средње величине као средиштем, пар мањих градова и низом села.

## Градска подручја
Градска подручја или "Агломерације“ са преко милион становника су (Министарство регионалног развоја, 2003.):
|   | број становника              |           |
| - | ---------------------------- | --------- |
| 1 | Горња Шлеска/Велике Катовице | 3.239.200 |
| 2 | Велика Варшава               | 2.680.600 |
| 3 | Велики Краков                | 1.227.200 |
| 4 | Велики Познањ                | 1.227.200 |
| 6 | Тројмјасто/Гдањск            | 1.220.800 |
| 7 | Велики Вроцлав               | 1.136.900 |
| 8 | Велики Лођ                   | 1.061.600 |

## Списак градова у Пољској са више од 100 хиљада становника
Градови у Пољској са преко 100 хиљада становника (по величини):
Звездицом (*) су означени градови - седишта пољских војводстава
Двоструком звездицом (**) су означени градови - „двострука“ седишта пољских војводстава (подела управе војводства на два града)
| Ред | Назив града          | Пољски назив        | Број ст. (1. јануар 2011.) | Површина (у км²) | Густ. насељ. (ст./км²) | Војводство         |
| --- | -------------------- | ------------------- | -------------------------- | ---------------- | ---------------------- | ------------------ |
| 1.  | Варшава*             | Warszawa            | 1.720.398                  | 517,24           | 3326                   | Мазовско           |
| 2.  | Краков*              | Kraków              | 756.183                    | 326,8            | 2314                   | Малопољско         |
| 3.  | Лођ*                 | Łódź                | 737.098                    | 293,25           | 2514                   | Лођско             |
| 4.  | Вроцлав*             | Wrocław             | 632.996                    | 292,82           | 2162                   | Доњошлеско         |
| 5.  | Познањ*              | Poznań              | 551.627                    | 261,91           | 2106                   | Великопољско       |
| 6.  | Гдањск*              | Gdańsk              | 456.967                    | 261,96           | 1744                   | Поморско           |
| 7.  | Шчећин*              | Szczecin            | 405.606                    | 300,55           | 1350                   | Западнопоморско    |
| 8.  | Бидгошч**            | Bydgoszcz           | 356.177                    | 175,98           | 2024                   | Кујавско-поморско  |
| 9.  | Лублин               | Lublin              | 348.450                    | 147,45           | 2363                   | Лублинско          |
| 10. | Катовице*            | Katowice            | 306.826                    | 164,64           | 1864                   | Шлеско             |
| 11. | Бјалисток*           | Białystok           | 295.198                    | 102,13           | 2890                   | Подласко           |
| 12. | Гдиња                | Gdynia              | 247.324                    | 135,14           | 1830                   | Поморско           |
| 13. | Ченстохова           | Częstochowa         | 238.042                    | 159,71           | 1490                   | Шлеско             |
| 14. | Радом                | Radom               | 222.496                    | 111,80           | 1990                   | Мазовско           |
| 15. | Сосновјец            | Sosnowiec           | 217.638                    | 91,06            | 2390                   | Шлеско             |
| 16. | Торуњ**              | Toruń               | 205.312                    | 115,72           | 1774                   | Кујавско-поморско  |
| 17. | Кјелце*              | Kielce              | 203.804                    | 109,65           | 1859                   | Светокришко        |
| 18. | Гливице              | Gliwice             | 195.472                    | 133,88           | 1460                   | Шлеско             |
| 19. | Забже                | Zabrze              | 186.913                    | 80,40            | 2325                   | Шлеско             |
| 20. | Битом                | Bytom               | 181.617                    | 69,44            | 2615                   | Шлеско             |
| 21. | Жешов*               | Rzeszów             | 178.227                    | 116,36           | 1532                   | Поткарпатско       |
| 22. | Олштин*              | Olsztyn             | 176.463                    | 88,33            | 1998                   | Варминско-мазурско |
| 23. | Бјелско-Бјала        | Bielsko-Biała       | 175.008                    | 124,51           | 1406                   | Шлеско             |
| 24. | Руда Шлеска          | Ruda Śląska         | 142.950                    | 77,73            | 1839                   | Шлеско             |
| 25. | Рибњик               | Rybnik              | 141.410                    | 148,36           | 953                    | Шлеско             |
| 26. | Тихи                 | Tychy               | 129.386                    | 81,81            | 1582                   | Шлеско             |
| 27. | Домброва Горњича     | Dąbrowa Górnicza    | 127.431                    | 188,73           | 675                    | Шлеско             |
| 28. | Плоцк                | Płock               | 126.061                    | 88,04            | 1432                   | Мазовско           |
| 29. | Елблог               | Elbląg              | 126.049                    | 79,82            | 1579                   | Варминско-мазурско |
| 30. | Ополе*               | Opole               | 125.710                    | 96,55            | 1302                   | Ополско            |
| 31. | Гожов Вјелкопољски** | Gorzów Wielkopolski | 125.394                    | 85,72            | 1463                   | Лубушко            |
| 32. | Валбжих              | Wałbrzych           | 120.197                    | 84,70            | 1419                   | Доњошлеско         |
| 33. | Зјелона Гора**       | Zielona Góra        | 117.699                    | 58,34            | 2017                   | Лубушко            |
| 34. | Влоцлавек            | Włocławek           | 116.914                    | 84,32            | 1387                   | Кујавско-поморско  |
| 35. | Тарнов               | Tarnów              | 114.635                    | 72,38            | 1584                   | Малопољско         |
| 36. | Хожов                | Chorzów             | 112.697                    | 33,24            | 3390                   | Шлеско             |
| 37. | Кошалин              | Koszalin            | 107.948                    | 98,34            | 1098                   | Западнопоморско    |
| 38. | Калиш                | Kalisz              | 106.664                    | 69,42            | 1537                   | Великопољско       |
| 38. | Легњица              | Legnica             | 103.892                    | 56,29            | 1846                   | Доњошлеско         |

## Списак градова по азбучном распореду
На следећем списку налазе се градови у Пољској поређани по азбучном реду. У заградама се налазе оригинални називи и кодови пољских војводстава по ISO 3166-2:PL коду (са употребом пољских слова).
Према подацима Главног статистичког уреда (пољ. Główny Urząd Statystyczny) од 1. јануара 2011. године у Пољској постоји 908 градаова.
|  |  |  |  |  |  |  |  |  |  |  |  |  |  |  |  |  |  |  |  |  |  |  |  |  |  |  |  |  |  |

Скраћенице назива војводстава:
- - Доње Шлеско
- - Кујавско-Поморје
- - Лублин
- - Лубуш
- - Лођ
- - Малопољско
- - Мазовско
- - Опоље
- - Поткарпатје
- - Подласко
- - Поморје
- - Шлеско
- - Светокришко
- - Варминско-Мазурско
- - Великопољско
- - Западно Поморје